# 王宪曾 (同治进士)
王宪曾（？—1888年），原名允谦，字立生，陕西清涧县人。清朝政治人物。

## 生平
咸丰十一年（1861年）举人，联捷同治元年（1862年）进士，选翰林院庶吉士，散馆改浙江秀水县知县，入为内阁中书。同治九年（1870年）典河南乡试，任副考官。光绪三年（1877年）升侍读，转御史，出为贵州铜仁知府。《穆宗实录》编成，奉命校勘，保举为道员，加盐运使衔。光绪十四年 (1888年) 秋，奉命前往湖南接运铁厂设备，旅途中病卒于常德。
有《思过阁笔记》四卷、《心乡录》、《仁荫堂文集》和《山草堂诗文集》传世。